# Schmuckspecht
Der Schmuckspecht (Melanerpes pulcher) ist eine Vogelart aus der Familie der Spechte (Picidae). Der Schmuckspecht galt lange als Unterart des Buntkopfspechts (Melanerpes chrysauchen) und wurde erst im Jahr 2005 als eigene Art von diesem abgetrennt. Diese kleine Spechtart ist ein Endemit Kolumbiens und bewohnt überwiegend den dichten tropischen Regenwald, aber auch Waldränder bis hin zu halboffenen Bereichen mit nur noch lockerem Baumbestand. Zur Lebensweise finden sich bisher kaum Angaben. Die Art ist relativ selten, ihr Bestand jedoch offenbar stabil. Sie wird daher von der IUCN als ungefährdet („least concern“) eingestuft.

## Beschreibung
Der Schmuckspecht ist ein kleiner Specht mit langem, zugespitztem und an der Basis recht breitem Schnabel. Der Schnabelfirst ist nach unten gebogen. Die Art zeigt wie die meisten Spechtarten bezüglich der Färbung einen deutlichen Geschlechtsdimorphismus, Weibchen sind außerdem etwas kleiner und kurzschnäbeliger als Männchen. 
Der Schmuckspecht ähnelt hinsichtlich der Färbung sehr dem Buntkopfspecht, wobei sich die Weibchen der beiden Arten stärker unterscheiden als die Männchen. Bei beiden Geschlechtern sind mittlerer und unterer Rücken sowie der Bürzel weiß mit mindestens teilweiser, gelegentlich auch vollständiger schwarzer Querbänderung. Die übrige Oberseite des Rumpfes, die Schulterfedern und die Oberflügeldecken sind weitgehend einfarbig schwarz mit blauem Glanz; der obere Rücken zeigt in der Mitte eine weiße Linie. Die Schwingen sind oberseits bräunlich schwarz mit kurzen weißen Binden auf den Innenfahnen. Die Schwanzoberseite ist schwarz, die äußeren Steuerfedern zeigen häufig ein oder zwei weiße Binden oder Flecken. Die untere Kehle und die Brust sind verwaschen gräulich olivbraun, die Bauchmitte ist orange-rot. Die übrige Rumpfunterseite, die Flanken, die Beinbefiederung und die Unterschwanzdecken sind auf blass bräunlich weißem Grund kräftig dunkel pfeilspitzenartig gebändert. Die Schwingen sind unterseits bräunlich, die Unterflügeldecken mehr schwärzlich, beide Partien sind breit weiß gebändert. Die Schwanzunterseite ist bräunlich schwarz. 
Der Schnabel ist schwarz, an der Basis etwas aufgehellt. Beine und Zehen sind grau, gelegentlich mit einem Grün- oder Braunton. Die Iris ist braun.
Beim Männchen ist die Stirn und der vordere Oberkopf cremeweiß oder beigeweiß, der übrige Oberkopf ist bis einschließlich des oberen Hinterkopfes rot, unterer Hinterkopf und Nacken sind goldgelb. Hinter dem Auge befindet sich ein kurzer schwarzer Überaugenstreif mit weißen Stricheln. Ein kräftiger schwarzer Augenstreif beginnt vor dem Auge und zieht sich, das Auge unten und oben einfassend, über die oberen Ohrdecken nach hinten entlang der hinteren Halsseiten bis zum oberen Rücken. Die übrigen Kopfseiten sind wie Kinn und obere Kehle einfarbig weiß mit einem deutlich graubräunlichen Ton auf den hinteren Kopfseiten und der Kehle. 
Beim Weibchen ist der mittlere Oberkopf schwarz, die übrige Kopffärbung entspricht der des Männchens.

## Lautäußerungen
Die Rufe sind bisher nicht beschrieben, sie ähneln jedoch offenbar sehr denen des Buntkopfspechtes.

## Systematik
Für die Art werden keine Unterarten anerkannt. Melanerpes pulcher wurde bis 2005 als Unterart des Buntkopfspechtes betrachtet, wird jedoch heute als eigenständige Art anerkannt.

## Verbreitung und Lebensraum
Diese Spechtart ist ein Endemit Kolumbiens und dort auf das Tal des Flusses Río Magdalena beschränkt. Die Größe des Gesamtverbreitungsgebietes wird auf nur etwa 48.500 km² geschätzt. Die Art bewohnt überwiegend den dichten tropischen Regenwald, aber auch Waldränder bis hin zu halboffenen Bereichen mit nur noch lockerem Baumbestand.

## Lebensweise
Zur Lebensweise liegen bisher keine gesonderten Angaben vor, hinsichtlich Verhalten und Ökologie ähnelt die Art jedoch offenbar weitgehend dem Buntkopfspecht.

## Bestand und Gefährdung
Angaben zur Größe des Weltbestandes gibt es nicht. Die Art gilt in ihrem Verbreitungsgebiet als recht selten, ihr Bestand ist jedoch offenbar stabil. Sie wird daher von der IUCN als ungefährdet („least concern“) eingestuft.